# 一ノ矢充
一ノ矢 充（いちのや みつる、1960年12月28日 - ）は、鹿児島県大島郡徳之島町出身で高砂部屋（入門時は若松部屋）所属の元大相撲力士。本名は松田 哲博。得意手は押し、出し投げ、肩透かし。2007年11月28日の引退時点で現役最年長力士だった。また、2017年5月27日までは昭和以降の最高齢力士の記録も保持していた。初の国立大学出身の力士でもある。血液型AB型。最高位は東三段目6枚目（1991年7月場所）。

## 来歴
亀津中学校、徳之島高校時代は柔道部。琉球大学理学部物理学科在学中に相撲部を興す。大学卒業後、元関脇・房錦の若松部屋に入門、国立大学出身力士としては史上初の角界入りを果たした。身長が規定に及ばず（身長165cm、合格基準173cm）新弟子検査を合格することができないまま半年ほど過ぎたが、1983年（昭和58年）11月場所の新弟子検査で身長の計測係だった鏡山親方（元横綱・柏戸）のお情けで合格、大学時代の実績がほぼ皆無であったため幕下付出の資格は得られず前相撲から初土俵を踏んだ。
1991年7月に最高位の三段目6枚目まで昇進するが、1994年以降序二段での土俵が増える。1997年7月には大竜の引退により現役最年長力士となる。
2005年1月場所では一番相撲（2日目）に瀧ノ音（伊勢ノ海部屋）と2人合わせて79歳という高齢対決、二番相撲（4日目）に新井（木瀬部屋）と当時戦後最大28歳差の対決が組まれ話題となった。同年9月場所では源武山（引退時44歳6カ月、最高位十両2枚目）を抜き昭和以降の高齢現役記録を更新した。さらに45歳となった2006年1月場所7日目には和木（東関部屋、当時15歳9ヶ月）との現役最年長力士と現役最年少力士となる対決が組まれ、29年3カ月差の対決となり再び年齢差記録を更新した。そして45歳6ヶ月となった同年7月場所13日目に鶴大輝（井筒部屋、当時15歳9ヶ月）と対戦し、29年9カ月差とさらに年齢差記録を更新した。現在これらの記録は華吹が更新している。
40歳を過ぎたあたりから相撲記者からの年齢に関する質問が増えたが、それに関しては相撲を「武道」と位置づけた上で「年齢に関係なく、筋肉のつけ方や使い方によって強くなる相撲の本質があるはず。それを実践して証明したい。そう考えると年を取るのが楽しみ」と述べている。また「年齢を競う競技ではない、体が動く限り続けたい」と常々語っていた。「相撲の横綱にはなれないが、四股の横綱にはなれる」との言葉を残している。
2007年11月21日に通算1001回目の土俵に上がり（敗れて517敗目）、同日にその11月場所を最後に引退することを表明すると共に、2004年に取材で知り合った雑誌編集者と2008年2月2日に結婚式を行うことを発表した。その結婚式のプログラムの一つとして断髪式も行われ、新婦となった雑誌編集者も鋏を入れた。引退後も引き続き高砂部屋のマネージャーを務めていたが、2020年11月28日、師匠高砂（元大関・朝潮）の停年に伴う、年寄錦島（元関脇朝赤龍）の部屋継承と共に、マネージャー職を退き、アドバイザーに就任した。
2013年7月18日には自著の『股関節を動かして一生元気な体をつくる』が発売開始された。この他トレーニング理論の著書を複数出版しており、関取未経験者が自伝や醜聞以外の分野で著作活動を行う例は珍しい。実業之日本社のホームページでも自著の発売を記念して内田樹（武道家・凱風館主宰）・安田登（能楽師・ロルファー）と共に対談を行う様子が掲載された。

## エピソード
- 横綱・朝青龍の面倒を新弟子時代からずっと見続けていたため、朝青龍は横綱在位時にも敬意を込めて「一ノ矢さん」とさん付けで呼んでいた。朝青龍は「彼ほど恐ろしい力士はいない」と一ノ矢を尊敬しているという。
- 1984年3月場所から2006年1月場所まで22年間序二段以上を維持した。
- 序二段から三段目への昇進は9回を数えた。
- 最高位三段目以上で、かつ現役を5年以上勤めた力士経験者に受験資格が与えられる日本相撲協会主催の相撲指導員に現・タレントの元関脇琴富士や元十両豊乃國（当時は現役）らとともに受験し合格した。
- 朝青龍が新小結であった豊ノ島との稽古中に豊ノ島に怪我を負わせた時、ホームページ上に朝青龍を擁護しているとも取れる内容の日記を載せている。
- かつて1960年代に一乃矢という同じ四股名の関取がいた（春日野部屋）。その一乃矢の曾祖父は明治時代の大関一ノ矢藤太郎で高砂部屋の所属だった。
- 2021年3月場所中の朝日新聞の記事で、出世の見込みのない力士の存在意義に関して「純粋にスポーツとして見た時、出世が望めない高齢力士が多くいるのは健全ではない」と指摘した上で「彼らも大相撲には必要」「興行には“無駄”があってもいい。それを受け入れるのも相撲界の懐の深さ、余裕なんだと思う」と持論を展開した[5]。

## 主な成績
- 通算成績：484勝518敗6休 勝率.483
- 通算在位：145場所
- 序二段優勝：2回（1989年7月場所、1993年1月場所）

### 場所別成績
| | 一月場所 初場所（東京） | 三月場所 春場所（大阪） | 五月場所 夏場所（東京） | 七月場所 名古屋場所（愛知） | 九月場所 秋場所（東京） | 十一月場所 九州場所（福岡） |
| --- | ----------------------- | ----------------------- | ----------------------- | --------------------------- | ----------------------- | --------------------------- |
| 1983年 （昭和58年） | x                       | x                       | x                       | x                           | x                       | （前相撲）                  |
| 1984年 （昭和59年） | 西序ノ口43枚目 6–1      | 西序二段89枚目 3–4      | 東序二段111枚目 5–2     | 西序二段68枚目 2–5          | 西序二段60枚目 2–5      | 西序二段90枚目 2–2–3        |
| 1985年 （昭和60年） | 東序二段123枚目 6–1     | 東序二段49枚目 2–5      | 東序二段77枚目 4–3      | 西序二段51枚目 3–4          | 東序二段73枚目 4–3      | 東序二段53枚目 4–3          |
| 1986年 （昭和61年） | 東序二段30枚目 2–5      | 西序二段61枚目 3–4      | 西序二段82枚目 4–3      | 東序二段43枚目 5–2          | 東序二段7枚目 5–2       | 東三段目68枚目 1–6          |
| 1987年 （昭和62年） | 西序二段6枚目 2–5       | 東序二段34枚目 1–6      | 西序二段80枚目 6–1      | 東序二段14枚目 4–3          | 西三段目93枚目 3–4      | 西序二段5枚目 2–5           |
| 1988年 （昭和63年） | 西序二段34枚目 5–2      | 西三段目97枚目 4–3      | 西三段目73枚目 3–4      | 西三段目90枚目 5–2          | 東三段目57枚目 2–5      | 西三段目86枚目 4–3          |
| 1989年 （平成元年） | 東三段目66枚目 3–4      | 東三段目80枚目 2–5      | 西序二段10枚目 3–4      | 東序二段28枚目 優勝 7–0     | 西三段目37枚目 3–4      | 西三段目53枚目 3–4          |
| 1990年 （平成2年） | 西三段目74枚目 3–4      | 西三段目97枚目 5–2      | 西三段目55枚目 4–3      | 東三段目37枚目 4–3          | 東三段目22枚目 3–4      | 東三段目35枚目 3–4          |
| 1991年 （平成3年） | 東三段目53枚目 3–4      | 東三段目71枚目 4–3      | 西三段目51枚目 6–1      | 東三段目6枚目 1–6           | 西三段目43枚目 3–4      | 西三段目53枚目 1–6          |
| 1992年 （平成4年） | 西三段目89枚目 3–4      | 東序二段7枚目 3–4       | 東序二段31枚目 4–3      | 西序二段6枚目 3–4           | 東序二段27枚目 2–5      | 東序二段59枚目 4–3          |
| 1993年 （平成5年） | 東序二段30枚目 優勝 7–0 | 東三段目35枚目 2–5      | 東三段目59枚目 3–4      | 東三段目73枚目 4–3          | 西三段目53枚目 1–6      | 東三段目90枚目 3–4          |
| 1994年 （平成6年） | 西序二段6枚目 2–5       | 西序二段42枚目 5–2      | 西序二段4枚目 3–4       | 西序二段19枚目 4–3          | 東三段目100枚目 3–4     | 西序二段19枚目 4–3          |
| 1995年 （平成7年） | 西三段目97枚目 3–4      | 西序二段22枚目 2–5      | 西序二段53枚目 6–1      | 東三段目89枚目 1–6          | 西序二段31枚目 3–4      | 西序二段52枚目 2–5          |
| 1996年 （平成8年） | 西序二段89枚目 5–2      | 西序二段42枚目 3–4      | 西序二段68枚目 3–4      | 東序二段94枚目 3–4          | 東序二段116枚目 5–2     | 東序二段67枚目 3–4          |
| 1997年 （平成9年） | 東序二段89枚目 4–3      | 東序二段62枚目 4–3      | 西序二段38枚目 4–3      | 西序二段15枚目 3–4          | 西序二段36枚目 3–4      | 東序二段57枚目 3–4          |
| 1998年 （平成10年） | 東序二段76枚目 3–4      | 東序二段94枚目 4–3      | 西序二段73枚目 4–3      | 西序二段48枚目 3–4          | 東序二段66枚目 5–2      | 西序二段23枚目 5–2          |
| 1999年 （平成11年） | 西三段目93枚目 3–4      | 西序二段9枚目 3–4       | 西序二段32枚目 3–4      | 西序二段48枚目 3–4          | 西序二段67枚目 3–4      | 東序二段84枚目 4–3          |
| 2000年 （平成12年） | 西序二段59枚目 4–3      | 西序二段34枚目 1–6      | 東序二段65枚目 4–3      | 東序二段41枚目 2–5          | 西序二段71枚目 6–1      | 東序二段筆頭 2–5            |
| 2001年 （平成13年） | 東序二段35枚目 2–5      | 東序二段59枚目 4–3      | 東序二段36枚目 4–3      | 西序二段15枚目 3–4          | 西序二段36枚目 1–6      | 西序二段69枚目 2–5          |
| 2002年 （平成14年） | 東序二段98枚目 6–1      | 西序二段20枚目 3–4      | 東序二段43枚目 3–4      | 西序二段57枚目 2–5          | 西序二段87枚目 4–3      | 西序二段60枚目 4–3          |
| 2003年 （平成15年） | 西序二段39枚目 3–4      | 東序二段54枚目 4–3      | 西序二段29枚目 2–5      | 東序二段60枚目 5–2          | 西序二段17枚目 3–4      | 東序二段41枚目 3–4          |
| 2004年 （平成16年） | 西序二段62枚目 4–3      | 東序二段38枚目 1–6      | 西序二段77枚目 5–2      | 東序二段32枚目 2–5          | 東序二段61枚目 4–3      | 東序二段39枚目 3–4          |
| 2005年 （平成17年） | 西序二段66枚目 4–3      | 西序二段41枚目 2–5      | 西序二段66枚目 5–2      | 東序二段25枚目 2–5          | 西序二段59枚目 3–4      | 東序二段78枚目 2–5          |
| 2006年 （平成18年） | 東序二段108枚目 3–4     | 東序ノ口2枚目 4–3       | 西序二段89枚目 3–4      | 東序二段111枚目 4–3         | 東序二段84枚目 3–4      | 東序二段102枚目 4–3         |
| 2007年 （平成19年） | 東序二段72枚目 4–3      | 西序二段46枚目 1–6      | 東序二段87枚目 4–3      | 東序二段61枚目 3–1–3        | 東序二段83枚目 3–4      | 東序二段103枚目 引退 4–3–0  |
| 各欄の数字は、「勝ち-負け-休場」を示す。 優勝 引退 休場 十両 幕下 三賞：敢=敢闘賞、殊=殊勲賞、技=技能賞 その他：★=金星 番付階級：幕内 - 十両 - 幕下 - 三段目 - 序二段 - 序ノ口 幕内序列：横綱 - 大関 - 関脇 - 小結 - 前頭（「#数字」は各位内の序列） |                         |                         |                         |                             |                         |                             |

## 改名歴
- 徳の島 鉄太郎（とくのしま てつたろう）1983年11月場所-1984年11月場所
- 徳錦 价（とくにしき よし）1985年1月場所-1986年1月場所
- 一ノ矢 充（いちのや みつる）1986年3月場所-2007年11月場所

## 著書
- 『シコふんじゃおう 日本伝統のコアトレがすごい!』ベースボール・マガジン社 2009年2月25日発行 ISBN 978-4-583-10137-8
- 『お相撲さんの"腰割り"トレーニングに隠されたすごい秘密』実業之日本社 じっぴコンパクト新書 2010年01月20日発売 ISBN 978-4-408-45260-9
- 『1日1分のシコトレで股関節からカラダが整う!』青春出版社 2011年10月10日発行 ISBN 978-4-413-11035-8
- 『お相撲さんの"テッポウ"トレーニングでみるみる健康になる』実業之日本社 じっぴコンパクト新書 2011年06月30日発売 ISBN 978-4-408-45338-5
- 『股関節を動かして一生元気な体をつくる』マツダキョウコ共著 実業之日本社 2013年07月18日発売 ISBN 978-4-408-21501-3
- 『もっとシコふんじゃおう 1日3分で元気!』ベースボール・マガジン社 2013年2月28日発行 ISBN 978-4-583-10514-7
- 『股関節がみるみるゆるむすごい腰割り体操』実業之日本社 2017年05月02日発売 ISBN 978-4-408-45687-4
- 『いまからでも遅くない　転ばぬ先のシコ』ベースボール・マガジン社 2017年9月20日発行 ISBN 978-4-583-11099-8

## 伝記
- ヒヤ小林『一ノ矢 土俵に賭けた人生』ダイヤモンド社 2008